# シンプソン・ゴラビ・ベーメル症候群
シンプソン・ゴラビ・ベーメル症候群（シンプソン・ゴラビ・ベーメルしょうこうぐん、英: Simpson–Golabi–Behmel syndrome、略称: SGBS）は、頭蓋顔面、骨格、心臓、腎臓の異常が引き起こされる希少遺伝疾患である。この疾患はX染色体劣性遺伝するため、表現型が生じるのは通常男性である。変異遺伝子を1コピーだけ持つ女性はこの疾患の保因者とみなされるが、さまざまな程度で表現型がみられる場合もある。

## 種類
SGBSには2つの型が存在し、それぞれ異なる遺伝子が原因となる。
| 型    | OMIM   | 遺伝子 | 遺伝子座 |
| ----- | ------ | ------ | -------- |
| SGBS1 | 312870 | GPC3   | Xq26     |
| SGBS2 | 300209 | OFD1   | Xp22     |

SGBSは過成長症候群（OGS）の1つであると考えられている。OGSは、同じ性別や年齢の平均と比較して体重、身長、もしくは頭囲などが2–3SD程度大きいことで特徴づけられる。OGSの最も注目すべき特徴は、特定のOGSでみられる新生物のリスクの増加である。SGBSの腫瘍頻度は10%であることが知られており、その症例の94%は腹部に生じ、大部分は悪性である。腫瘍は胎児性がんで、10歳以前に出現するのが一般的である。SGBSの患者で発生する可能性のある腫瘍は、ウィルムス腫瘍、肝芽腫、肝細胞癌、性腺芽腫、神経芽腫の5種類であり、これらは全て腹部の腫瘍である。

## 症状と徴候
- 出生時および出生後の過成長
- 大頭症（英語版）
- 特徴的顔貌
- 巨舌症（英語版）
- 多指症
- 副乳
- 爪低形成
- 正中線上の先天奇形
- 易腫瘍発生性[4]

## 原因
SGBSの全ての原因が特定されたわけではないが、I型SGBSの原因の1つはX染色体q26.1に位置するグリピカン3（GPC3）遺伝子の変異である。この遺伝子は広く発現しており、胎児の発生時に中胚葉由来の組織で特に発現している。GPC3はHedgehogファミリーなどの成長因子を結合し、細胞応答を調節する。GPC3遺伝子に欠失やミスセンス変異が生じた場合には、GPC3はHedgehogシグナルを負に調節することができなくなり、そのため細胞増殖が増加し、がん発生のリスクが高まる。GPC3の変異は骨形成タンパク質（BMP）に対する応答の調節も阻害し、肢パターン形成や骨格の発達の異常が生じる可能性がある。
SGBSはGPC4遺伝子の重複によって引き起こされる可能性も示唆されている。この遺伝子は細胞の分裂と成長の調節を補助する。また、SGBSと診断された患者の一部ではGPC3とGPC4のいずれにも欠失や変異は見られない。こうした患者では、GPC3遺伝子のプロモーターの変異やサイレンシングが発現の低下を引き起こしている可能性がある。

## 遺伝
SGBSはX染色体劣性遺伝する疾患である。

## 診断
この疾患は通常、妊婦の定期健診時の子宮底長の測定または超音波検査によって発見される。在胎不当過大（LGA）が見つかった場合、一般的には妊娠糖尿病もしくは在胎期間の誤りという2つの要因が考えられる。これら2つの要因が排除される場合には、過成長やその他の異常を検出するために超音波検査が行われる。この時点で、適切な検査の選択と診断の補助のために臨床遺伝医が必要不可欠となる。
SGBSの最初の徴候は妊娠16週で既にみられる可能性がある。診断の補助となるものには、巨大児、羊水過多、母体血清α-フェトプロテイン濃度の上昇、嚢胞性ヒグローマ、胎児水腫、NT（nuchal translucency）の増大、頭蓋顔面奇形、臓器腫大、腎臓の異常、先天性横隔膜ヘルニア、多指症、単一臍帯動脈などがある。
家族に既知の変異が存在する場合、出生前診断が可能である。出生前診断は、母親に軽度のSGBS表現型、家族の男性にSGBS陽性表現型を探すことでも可能である。SGBS陽性の家族はGPC3、GPC4、CXORF5（OFD1）遺伝子の変異解析が行われる場合がある。アレイCGHによってXp22、Xq26領域のゲノム量バランスの解析が行われる場合もある。
男児は新生児期の死亡率が高いため、腫瘍を早期発見することが重要である。腫瘍の発見のためにSGBSの患者に対して行うべきスクリーニングは、腹部超音波検査、尿検査、胎児性腫瘍のスクリーニングのための生化学的マーカーの検査などである。
新生児の出生時には、心臓、性器、肝臓、副腎の検査と共に、低血糖の検査を行う必要がある。異常の可能性の検査のために胸部レントゲン、心電図、心臓超音波検査、腎超音波検査、腹部超音波検査が行われる。

## 治療
疾患や関連する症状の管理のため、症状によって手術、グルコース摂取の増加、特殊教育、作業療法、言語聴覚療法、理学療法が用いられる。

## 研究
SGBSは、ベックウィズ・ヴィーデマン症候群と呼ばれる他の過成長症候群と類似している。
SGBS細胞はヒトの脂肪細胞の生物学的機能の研究のための独特なツールとなっている。これらの細胞は初代脂肪前駆細胞と類似しており、将来的には分泌やアディポカインプロファイルの研究に用いられているマウス3T3-L1細胞に代わって用いられるモデルとなる可能性がある。